# Carl Bennet AB
Carl Bennet AB är ett svenskt investment- och riskkapitalbolag som har innehav i företag som bland annat Arjo AB, Elanders AB, Getinge AB och Lifco AB.
Företaget grundades 1990 av Carl Bennet.
För 2017 hade koncernen en omsättning på nästan 50 miljarder svenska kronor och en personalstyrka på 27 213 anställda. Huvudkontoret ligger i Göteborg.

## Aktieinnehav
| Företag     | Andel av kapital % | Andel av röster % |
| ----------- | ------------------ | ----------------- |
| Arjo AB     | 25,0               | 53,2              |
| Elanders AB | 50,1               | 65,9              |
| Getinge AB  | 20,0               | 50,1              |
| Lifco AB    | 50,1               | 68,9              |

Källa: 